# Estònia 200
Estònia 200 (en estonià: Eesti 200, E200) és un partit polític liberal a Estònia fundat al 2018. Des d'abril de 2023, el partit ha estat un soci menor del tercer govern de Kallas.

## Història
La fundació formal del moviment va tenir lloc el 2 de maig de 2018, quan es va publicar per primera vegada el seu manifest, i es va registrar com a organització sense ànim de lucre el 8 de juny. El 3 de novembre, el dia que el moviment es va convertir en un partit, Kristina Kallas va ser escollida com a primera presidenta. A les eleccions legislatives de 2019 no van rebre suficient suport, malgrat els prop de 25.000 vots i el 4.4%, i no van arribar a entrar al Riigikogu. A les posteriors eleccions europees els resultats van ser més decebedors, amb poc més de 10.000 vots i el 3.2%, lluny d'aconseguir representació al Parlament Europeu.
Posteriorment, E200 va aprovar una nova junta, escollint a Lauri Hussar com a nou dirigent, adoptant un programa renovat i es van centrar en enfortir la base del partit, aconseguint així bons resultats a les eleccions locals de 2021. Amb una estructura més consolidada, a les eleccions parlamentàries de 2023 va rebre el 13,3% dels vots i 14 escons al Riigikogu, entrant al govern de coalició de Kaja Kallas juntament amb el Partit Reformista i el Partit Socialdemòcrata.

## Resultats electorals

### Eleccions legislatives
| Any  | Líder           | Vots   | %         | Escons   | +/− | Govern            |
| ---- | --------------- | ------ | --------- | -------- | --- | ----------------- |
| 2019 | Kristina Kallas | 24,447 | 4.4 (#6)  | 0 / 101  | Nou | Extraparlamentari |
| 2023 | Lauri Hussar    | 81,329 | 13.3 (#4) | 14 / 101 | 14  | Coalició          |

### Eleccions europees
| Any  | Líder          | Vots   | Vots | Escons | Escons | Pos. | Grup |
| Any  | Líder          | Vots   | %    | #      | ±      | Pos. | Grup |
| ---- | -------------- | ------ | ---- | ------ | ------ | ---- | ---- |
| 2019 | Lauri Hussar   | 10,706 | 3.2  | 0 / 7  | Nou    | 7è   | -    |
| 2024 | Margus Tsahkna | 9,584  | 2.60 | 0 / 7  | =      | 8è   | -    |